# レセプト
レセプト（Rezept：独）は、患者が受けた保険診療について、医療機関が保険者（市町村や健康保険組合）に請求する医療報酬の明細書のことである。医科・歯科の場合には診療報酬明細書、保険薬局における調剤の場合には調剤報酬明細書、訪問看護の場合には訪問看護療養費明細書ともいう。医療機関内では単にレセということが多い。
レセプトは、患者の氏名、保険者番号や病名等を記入した上書き部分と、診療報酬点数、療養の給付、食事・生活療養の欄で構成されている。

## 概要
レセプトは、医療機関が被保険者毎に月単位で作成する（ただし、調剤薬局において、同一被保険者に対して同一月に複数の医療機関が発行した処方箋に基づいた調剤を行った場合は、その発行元の医療機関毎に分けて作成する）。医療機関はレセプトを作成後、国民健康保険および後期高齢者医療制度の被保険者の場合、都道府県毎に設立されている国民健康保険団体連合会へ、社会保険の被保険者の場合、社会保険診療報酬支払基金へ提出する。レセプトは、それぞれの機関での審査を経由して、最終的に保険者に送られる。
前月診療分のレセプトの提出日が、翌月5日か10日（社会保険の場合は10日、国保連扱の場合は翌月5日）と定められており、多くの医療機関では、この日を基準にレセプト作業を行う。審査機関や保険者がレセプトに、何らかの不備や存在しない被保険者の請求がなされた場合等、レセプトが医療機関に返戻されたり、診療報酬・調剤報酬の請求点数が減点されるといった制裁措置が採られる。
大企業の健康保険組合は、その会社の従業員が健康保険組合への出向職員として働いていることが多く、病名はもちろんのことながら、通院しているクリニックや病院名、治療内容や使用している薬剤名とその用量を、健保組合の従業員が個人情報を保持することになるが、通常知りえる立場の人間には守秘義務が課せられており、個人情報漏洩に対して厳しい懲罰が科せられる。

## 構成
レセプトには、患者氏名、性別、生年月日といった個人情報、患者の健康保険加入情報、請求元の医療機関名、診療科、病名、診療月に行った薬、注射、処置、手術、検査、画像診断、リハビリ等の点数が記載されており、被保険者毎に医療機関が月単位で作成する。診療行為ごとに診療報酬点数が決められており、医療機関はこの点数を合算して、保険者に医療費を請求する。

### 療養費支給申請書
鍼灸施術、あん摩マッサージ指圧施術、柔道整復施術を行なわれた者が、保険者に療養費を請求する書類。これも単にレセプトと呼ばれている。通常は、施術者に請求委任されるため、治療者が請求することはない。自己負担割合は、公的医療保険と同じである。

## 診療報酬の原則
診療報酬を請求するには、傷病名がなくては請求されない。検査の場合は、診療録に「○○○の疑い」と被疑傷病名を記入する。

## 電算化
|      | オンライン | 電子媒体 | 総計  |
| ---- | ---------- | -------- | ----- |
| 医科 | 67.2%      | 29.0%    | 96.2% |
| 歯科 | 11.2%      | 49.6%    | 60.8% |
| 調剤 | 98.9%      | 1.1%     | 99.9% |

従来、医療機関から審査機関への提出は紙媒体によるものしか認められていなかったが、1999年から磁気媒体による提出が一部機関でも認められるようになった。2001年に厚生労働省が発表した「保健医療分野の情報化にむけてのグランドデザイン」では、2004年度には5割以上、2006年度には7割以上の目標が掲げられた。また、近年、レセプト請求を2010年までにオンライン化する目標を掲げており、レセプト業務のさらなる効率化が進められている。頻発する医療機関の水増し請求や架空請求に対し、電算化が一定の抑止効果が発揮するとの期待がされている。OECDも事務コスト削減および医療の質（EBM）向上のため、保険事務の電子化を推進するよう勧告している。
しかし、小規模な医療機関はレセプトコンピュータの導入コストが多額に上ることからその実現に向けては課題がある。オンライン完全義務化については、日本医師会・日本歯科医師会・日本薬剤師会が反対声明を出しており、2009年には反対する医師グループにより集団訴訟が行われた。民主党政策集（INDEX2009）では完全義務化から原則化に改めると公約され、政権交代によって全施設への導入は撤回され、訴訟は取り下げられた。

## レセプトを巡る諸問題
生活保護受給者の診察を実施する医療機関のレセプトについては、不正請求などを防止するため、行政機関が必ず点検することになっている。にもかかわらず、大阪市住吉区保健福祉センターが、同市の指針に従わず、生活保護受給者が関係するレセプトを点検していなかったことが、2009年7月に判明している。この件は、市自らが自発的に調査したのではなく、外部団体の指摘により発覚している。医療機関によって、過誤請求や不正請求、水増し請求が行なわれた場合、そのまま通過してしまい、不正の温床になる可能性が高いため、問題となっている。生活保護受給者の向精神薬の処方については定期的に重複処方の検査が行われている。
レセプトの情報を、製薬会社などに販売するビジネスが存在する。販売に当たっては、匿名化が行われているとされているが、個人情報が特定されることを懸念する声が強い。